# Алтухов, Пётр Кириллович
Алтухов Пётр Кириллович (23 марта 1919, село Высокое, Курская губерния — 24 ноября 2005, Москва) — советский военачальник и военный учёный, генерал-полковник (5.05.1978). Доктор военных наук. Профессор.

## Биография
Из семьи крестьянина. Русский.
В Красной Армии с 1939 года, призван Дятьковским районным военкоматом Орловской области. Окончил Чкаловское танковое училище в 1941 году (город Чкалов, ныне Оренбург). Участник Великой Отечественной войны. Начало войны встретил командиром взвода Новоград-Волынского укрепленного района, затем командовал ротой в его составе. Участник тяжелейших приграничных оборонительных сражений на Юго-Западном фронте. Затем служил в штабе стрелкового полка, был офицером связи штаба 30-й армии на Западном фронте. В 1943—1944 годах — старший помощник начальника оперативного отдела и начальник оперативного отдела штаба 10-й гвардейской армии на 2-м Прибалтийском фронте и на Ленинградском фронте. Участвовал в Смоленской, Режицко-Двинской, Мадонской, Рижской наступательных операциях и в блокаде Курляндской группировки противника. В годы войны трижды ранен, награждён двумя боевыми орденами.
После войны продолжил службу в Советской армии. В 1947 году окончил Военную академию имени М. В. Фрунзе. С 1947 по 1950 году служил старшим офицером отдела управления штаба главнокомандующего войсками Дальнего Востока.
В 1952 году окончил Высшую военную академию имени К. Е. Ворошилова. С 1952 года — научный сотрудник Военно-научного управления Генерального штаба Вооружённых Сил СССР. С 1954 года — начальник отдела штаба армии. С 1957 года — старший преподаватель Военной академии Генерального штаба Вооружённых Сил СССР имени К. Е. Ворошилова. Генерал-майор (7.05.1960). С 1967 года — заместитель начальника кафедры в этой академии, а затем — начальник кафедры управления войсками в этой же академии. С 1989 года — в отставке.
Крупный учёный в области управления войсками и истории военного искусства. Автор большого количества научных работ. Доктор военных наук. Профессор.
Член ВКП(б)/КПСС с 1943 по 1991 годы. Был членом экспертной комиссии Высшей аттестационной комиссии при Совете Министров СССР.
Жил в Москве. Похоронен на Троекуровском кладбище.

## Награды
- Орден Красного Знамени (5.04.1943)
- Ордена Отечественной войны 1-й (11.03.1985) и 2-й (1.08.1944) степеней
- Орден Трудового Красного Знамени
- Два ордена Красной Звезды
- Орден «За службу Родине в Вооружённых Силах СССР» 3-й степени
- Медаль «За боевые заслуги» (15.11.1950)
- Медаль «За оборону Москвы»
- Юбилейная медаль «За воинскую доблесть. В ознаменование 100-летия со дня рождения В. И. Ленина»
- Медаль «За победу над Германией в Великой Отечественной войне 1941—1945 гг.»
- Юбилейная медаль «Тридцать лет Победы в Великой Отечественной войне 1941—1945 гг.»
- Юбилейная медаль «Сорок лет Победы в Великой Отечественной войне 1941—1945 гг.»
- Медаль «За взятие Кёнигсберга»
- Медаль «Ветеран Вооружённых Сил СССР»
- Медаль «За укрепление боевого содружества»
- Юбилейная медаль «30 лет Советской Армии и Флота»
- Юбилейная медаль «40 лет Вооружённых Сил СССР»
- Юбилейная медаль «50 лет Вооружённых Сил СССР»
- Юбилейная медаль «60 лет Вооружённых Сил СССР»
- Юбилейная медаль «70 лет Вооружённых Сил СССР»
- Медаль  «За  безупречную  службу» 1-й степени

Иностранные награды
- Медаль «40 лет Халхин-Гольской Победы» (Монголия, 1979)
- Медаль «30 лет освобождения Чехословакии Советской Армией» (ЧССР, 1974)
- Медаль «Братство по оружию» (Польша)

## Труды
- «Основы теории управления войсками» (1984 в соавт.)
- «О научных основах управления войсками» (1975, в соавт.)
- «Незабываемые дороги. Боевой путь 10-й гвардейской армии» (1974, в соавт.)
- Некоторые вопросы управления войсками в армейской наступательной операции. // Военно-исторический журнал. — 1976. — № 9. — С.11-19.